# Karl II. (Lothringen)

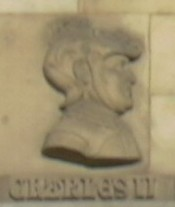
Abbildung Karls auf der Porte de la Craffe in Nancy.

Karl II. der Kühne (frz. Charles II. le Hardi, * 1364; † 25. Januar 1431 in Nancy) war Herzog von Lothringen von 1390 bis 1431. Er war der Sohn von Herzog Johann I. und Sophie von Württemberg.
Karl II. ist der erste Herzog von Lothringen dieses Namens. Seit im 16. Jahrhundert jedoch die lothringischen Geschichtsschreiber die Legitimität der Herzöge durch eine direkte Verbindung mit den Karolingern erhöhen wollten, indem sie den Herzog Karl von Niederlothringen, († 991), Karl I. nannten, wird er auch heute noch Karl II. genannt.

## Biografie
In den ersten Jahren seiner Herrschaft nahm Karl an mehreren Kreuzzügen teil: 1391 kämpfte er vor Tunis, 1396 mit Johann von Nevers, dem Sohn Philipps des Kühnen (mit dem er seit Jugendtagen eng verbunden war), in der Schlacht von Nikopolis, sowie 1399 mit dem Deutschen Orden im Baltikum.
Seine Freundschaft mit den Burgundern entsprach sein Misstrauen dem französischen Hof gegenüber, insbesondere dem Herzog Ludwig von Orléans, der die Einwohner von Neufchâteau bereits gegen seinen Vater unterstützt hatte. Die Abneigung wurde verstärkt, als Ludwig von Orléans dem im Jahr 1400 abgesetzten deutschen König Wenzel zur Seite stand, gegen den neuen König Ruprecht, der Karls Schwiegervater war.
Eine Reihe Vorfällen in den Jahren 1405/06 in den von lothringischem Gebiet umschlossenen französischen Enklaven führten dann zum Krieg mit Orléans. Ludwig hatte das Herzogtum Luxemburg in seine Hand bekommen und griff nun gemeinsam mit dem Herzog von Bar und dem Markgrafen von Namur Lothringen mit dem Ziel an, sich in der Region ein eigenes Fürstentum zu schaffen. Karl gelang es jedoch, die Koalition im Frühjahr 1407 bei Corny-sur-Moselle, sowie im Juli 1407 bei Champigneulles zu schlagen. Die Ermordung des Herzogs von Orléans am 23. November 1407 machte dem Krieg dann ein Ende. Im nun ausbrechenden Bürgerkrieg der Armagnacs und Bourguignons stand Karl an der Seite Johann Ohnefurchts, der den Mord befohlen hatte, schaffte es aber auch, sich aus dem französisch-englischen Konflikt herauszuhalten. Insbesondere nahm er im Jahr 1415 nicht an der Schlacht von Azincourt teil, obwohl er vom französischen König dazu aufgefordert worden war – im Gegensatz zu seinem Bruder Friedrich I. von Vaudémont, der dort zu Tode kam. Im gleichen Jahr wurde er von Königin Isabeau neben Bernard VII. von Armagnac, dem Anführer der Armagnacs, zum (burgundischen) Connétable von Frankreich ernannt.
Johann Ohnefurcht wurde 1419 ermordet, woraufhin Karl einen neutraleren Weg zwischen Frankreich und Burgund einschlug, der auch dadurch begründet war, dass lediglich die Champagne und Lothringen dem neuen Herzog Philipp dem Guten noch fehlten, um ein geschlossenes Territorium zu erhalten. Die Wiederannäherung an Frankreich ermöglichte es ihm, der burgundischen Bedrohung zu begegnen, wobei das Bündnis am 24. Oktober 1420 durch die Ehe seiner Erbtochter Isabella mit René von Anjou, dem Bruder der zukünftigen Königin Maria von Anjou und somit Schwager des damaligen Dauphin und zukünftigen (ab 1422) Königs Karl VII. besiegelt wurde. Nebenwirkung dieser Ehe war, dass Karls Neffe Antoine de Vaudémont damit faktisch von der Nachfolge ausgeschlossen wurde, was 1425 zu einem internen Krieg führte, in dem Karl kein großer Erfolg beschieden war.
Zu Beginn des Jahres 1429 schickte der bereits kranke Herzog seine Untertanin Jeanne d’Arc auf eine Pilgerreise nach Saint-Nicolas-de-Port, handelte sich aber nur ihre Vorwürfe wegen seines ausschweifenden Lebenswandels ein (sie riet ihm, seine Mätresse Alison du May zu verlassen). Zwar befolgte Karl ihre Ratschläge nicht, stellte ihr aber eine Mannschaft zusammen, die sie sicher nach Chinon zu Karl VII. führte.

## Nachkommen
Karl heiratete 1394 die Wittelsbacherin Margarete von der Pfalz (* 1376; † 1434), Tochter des späteren Kurfürsten und Königs Ruprecht und der Elisabeth von Hohenzollern. Ihre Kinder waren:
- Isabella, † 1453; ⚭ René d’Anjou, † 1480, Graf von Guise, Graf von Bar, Herzog von Lothringen etc. (Jüngeres Haus Anjou)
- Katharina, † 1439; ⚭ Jakob I. Markgraf von Baden, † 1453 (Zähringer)

Darüber hinaus hatte er von Alison du May (die am 25. Januar 1431, Karls Todestag, in Nancy ermordet wurde) eine Reihe von unehelichen Kindern.
- Ferry de Lorraine, † 1453/56, Herr von Villacourt, Vaxoncourt, Pallegney und Zincourt – Nachkommen † nach 1717
- Jean, bâtard de Lorraine, seigneur de Darnieulles
- Ferry de Lunéville, bâtard de Lorraine, 1425 bezeugt
- Catherine, bâtarde de Lorraine, 1425 bezeugt
- Isabelle, bâtarde de Lorraine, ⚭ 1425 Henri de Liocourt